# Федерейшен-Пик
Федере́йшен-Пик или Пик Федера́ции (англ. Federation Peak) — гора, расположенная в Национальном парке Саут-Уэст (англ. Southwest National Park — Юго-Западный парк), который находится на территории острова (и одноимённого штата) Тасмания, входящего в состав Австралии. Этот парк включён в территорию, которая называется «Дикая природа Тасмании» (англ. Tasmanian Wilderness) и является объектом Всемирного наследия ЮНЕСКО.
Высота Федерейшен-Пик — 1225 м над уровнем моря (по другим данным — 1224 м). С технической точки зрения восхождение на этот пик считается одним из самых сложных не только в Тасмании, но и во всей Австралии. Федерейшен-Пик считается «наиболее поразительной и устрашающей горой в Австралии».

## География

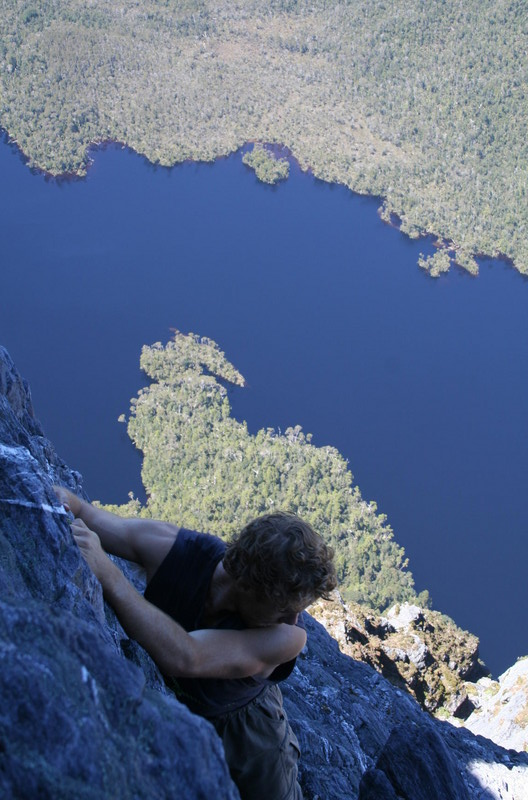
Восхождение на Федерейшен-Пик, с видом на озеро Дживс

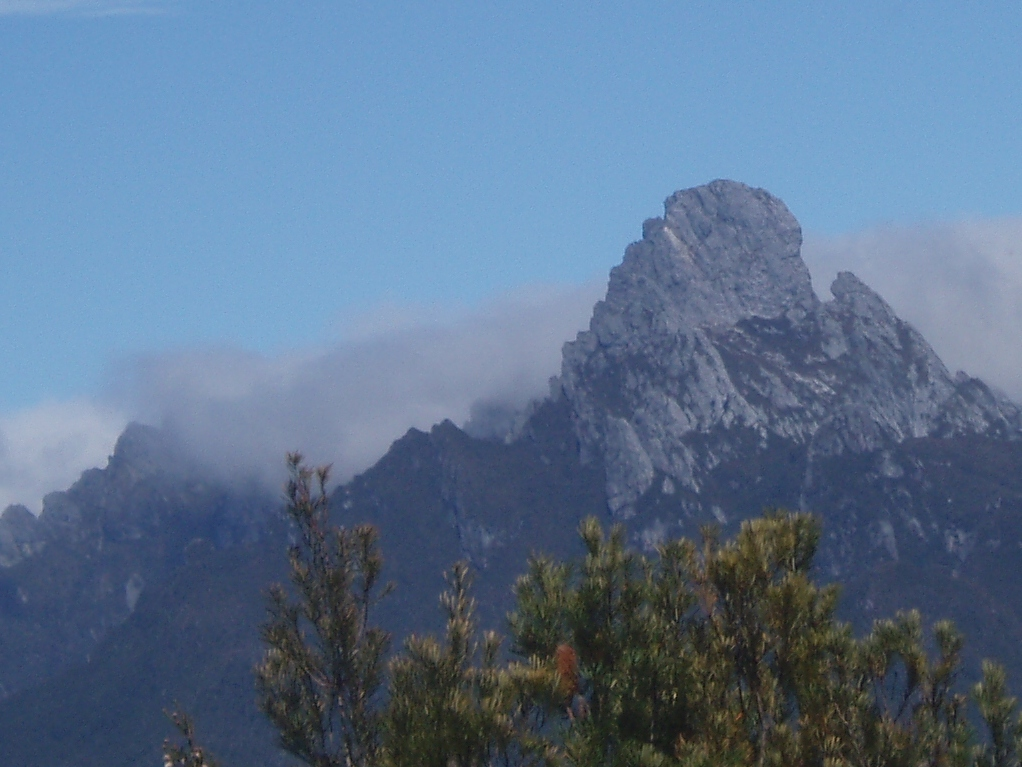
Вид на Федерейшен-Пик

Федерейшен-Пик находится в юго-западной части острова Тасмания, недалеко от восточной оконечности залива Батерст (Bathurst Harbour), в восточном отроге хребта Артур. У южного склона горы находится озеро Дживс (Lake Geeves), из которого вытекает река Нью-Ривер (New River), текущая к южному побережью Тасмании. Расстояние от южного берега Тасмании до горы Федерейшен-Пик — около 30 км.

## История
Впервые эта гора была описана топографом Джеймсом Спрентом (James Sprent, 1808—1863), который открыл её во время топографической экспедиции и назвал её «Обелиском» (The Obelisk). До начала XX века она была известна под названием «Обелиск Спрента» (Sprent's Obelisk).
В 1901 году известный исследователь западной части Тасмании Томас Бейзер Мур (Thomas Bather Moore, 1851—1919) переименовал эту гору в Федерейшен-Пик (Пик Федерации) в честь создания Австралийской Федерации (Federation of Australia), то есть объединения шести британских колоний в единое государство Австралия. В 1905 году Ричард Дживс (Richard Geeves) смог добраться до озера под южными склонами Федерейшен-Пик, которое было названо его именем — озеро Дживс (Lake Geeves).
После этого было несколько неудачных попыток покорить этот пик, в том числе в конце 1940-х годов. Первое успешное восхождение было совершено 27 января 1949 года членами туристского клуба Хобарта (англ. Hobart Walking Club) под руководством Джона Бешервэза (John Béchervaise).